# Energy Sachsen
Energy Sachsen (en français : NRJ « Saxe ») est une station régionale de Energy Deutschland (NRJ Allemagne) destiné aux habitants du land allemand de Saxe.

## Historique

### Identité visuelle (logo)

Logo jusqu'en 2014
Logo à partir de 2014

## Diffusion
Les programmes d'Energy Sachsen sont faits à Leipzig. Les programmes régionaux sont divisés entre Leipzig, Dresde, Chemnitz, Zwickau et Hoyerswerda.